# Джалалов, Халмат
Халмат Джалалов (род. 20 апреля 1921) — сержант Красной армии, старшина в отставке; участник Великой Отечественной войны и полный кавалер ордена Славы.

## Биография
Родился 20 апреля 1921 года в селе Ханабад (ныне Наманганский район, Наманганская область, Узбекистан) в крестьянской семье. По национальности — узбек. Окончил 10 классов школы № 27, которая находилась в селе Ханабад. В Красной армии с декабря 1941 года, на передовой с того же времени. Служил в 55-й гвардейской танковой бригаде, 7-й гвардейский танковый корпус.
В конце июля 1944 года во время боев за сёла Княжево, Новый Милятин, Старый Милятин и станицу Куликов (Львовская область, Украина) гвардии старший сержант Халмат Джалалов многократно прикрывал огнём стрелков во время отбития вражеских контратак. Во время этих действий Халматом Джалаловым было уничтожено весомое количество солдат противника, 2 офицера противника и 2 пулемётные точки. Во время боя, будучи раненым, продолжил оставаться в строю. 13 августа 1944 года Халмат Джалалов был награждён орденом Славы 3-й степени.
19 января 1945 года во время боя за освобождение города Велюнь (Польша) Халмат Джалалов вместе со своим отделением находился в составе танкового десанта. Во время этого боя Халмат Джалалов уничтожил приблизительно 30 немецких солдат и 4 пулемётные точки, а также захватил в качестве трофеев 2 грузовых автомобиля. 30 марта 1945 года во время боя за населённый пункт Геннигсдорф (Германия) солдаты отделения Халмата Джалалова повредили 2 грузовых автомобиля с военным имуществом, а также подавили 4 пулемёта. 9 апреля 1945 года Халмат Джалалов был награждён орденом Славы 2-й степени.
18 апреля 1945 года на подступах к Берлину (Германия) отделение под командованием Джалалова уничтожило более 10 немецких солдат, подавили 3 вражеские огневые точки и сожгли штабной автомобиль. 24 апреля того же года был одним из первых в своем батальоне, кто преодолел Тельтов-канал, после чего начал вести огонь по контратакующему врагу, уничтожив при этом более 20 солдат и 2 автомобиля. 27 июня 1945 года Халмат Джалалов был награждён орденом Славы 1-й степени, став полным кавалером ордена Славы.
Демобилизовался в 1945 году. После демобилизации жил в родном селе, где работал бригадиром в колхозе, вплоть до выхода на пенсию. Получил звание старшины в отставке.

## Награды
Халмат Джалалов был награждён следующими орденами и медалями:
- Орден Отечественной войны 1-й степени;
- Орден Славы 1-й степени (27 июня 1945)[2];
- Орден Славы 2-й степени (9 апреля 1945)[3];
- Орден Славы 3-й степени (13 августа 1944);
- Медаль «За отвагу».